# Геополитический риск
Геополитический риск включает такие элементы: риск внешнего завоевания государства, риск распада государства под воздействием внутренних сил; риск снижения суверенитета — способности государства отстаивать свои интересы на международной арене; политический риск, страновой риск.
Геополитические риски являются стратегическим и глобальными по масштабам ущерба. Ранее такие риски относили к фундаментальным рискам, и как следствие, к «форс-мажорным» обстоятельствам. Данный риск является управляемым только в том случае, если страна является членом международных организаций ( ВТО, МВФ) и другие. С точки зрения финансовых последствий геополитический риск можно признать катастрофическим риском, при котором возникает неплатежеспособность предприятия.
Понятие «геополитический риск» было предложено в 1999 году/1/ и развивалось в работах/2,3/, в статье/4/ показано, что геополитический риск является экономической категорией и влияет на экономическое поведение субъектов социально-экономической деятельности.
В июле 2006 года Европейский центральный банк при повышении ставки рефинансирования в качестве причины назвал рост геополитического риска (Ж. К. Трише).